# Karl von Neefe
Karl August Wilhelm Heinrich von Neefe und Obischau (* 9. April 1820 in Breslau; † 20. Dezember 1899 in Berlin) war preußischer Regierungspräsident in Koblenz (1878–1881) und Potsdam (1881–1889).

## Leben
In den Jahren 1851 bis 1872 wirkte Neefe als preußischer Landrat im Kreis Preußisch Stargard, Provinz Preußen.
Karl von Neefe starb 1899 im Alter von 79 Jahren in Berlin und wurde auf dem Alten Zwölf-Apostel-Kirchhof in Schöneberg bei Berlin beigesetzt. Das Grab ist nicht erhalten.